# Cookham
Cookham – wieś w Anglii, w hrabstwie ceremonialnym Berkshire, w dystrykcie (unitary authority) Windsor and Maidenhead. Leży 22 km na północny wschód od centrum miasta Reading i 41 km na zachód od centrum Londynu. W 2001 miejscowość liczyła 5519 mieszkańców.